# Xibolete
Xibolete (do hebraico שִׁבֹּלֶת, transl. shibōleth) é uma peculiaridade de pronúncia que serve para identificar um determinado grupo linguístico, funcionando praticamente como um tipo de senha linguística.

## História
Xibolete é a transliteração do vocábulo hebraico שִׁבֹּלֶת, traduzido por alguns como espiga de grãos e por outros como torrente de água.
No Velho Testamento, em Juízes 12: 1-15, a palavra foi usada para distinguir entre duas tribos semitas, os gileaditas e os efraimitas, que se encontravam em confronto. Os gileaditas, vencedores da contenda, bloquearam todas as passagens para o Rio Jordão a fim de evitar que os efraimitas sobreviventes escapassem. Os gileaditas fizeram todos os que por lá passassem pronunciar a palavra xibolete, mas como os efraimitas não tinham o fonema /ʃ/, pronunciavam sibolete, com /s/, sendo assim reconhecidos e executados.
Xiboletes são utilizados para reconhecer indivíduos pertencentes a grupos diferentes. Durante o massacre das Vésperas Sicilianas, no séc. XIII, os franceses eram reconhecidos pela forma como pronunciavam cìciri (grão-de-bico em siciliano). Durante as revoluções de 1893 e de 1923, no Sul do Brasil, os uruguaios eram identificados fazendo-os pronunciarem a letra J ou pauzinhos, que eles pronunciavam, respectivamente, como "xôta" ou "paucinhos".

## Significado mais amplo
O termo assumiu um significado mais amplo, podendo indicar também o reconhecimento de um hábito ou uma característica específica, que permita reconhecer que o indivíduo pertence a um grupo distinto.
A forma xibolete é registrada no Aurélio XXI e no Grande Manual de Ortografia, de Celso Pedro Luft. Já Antenor Nascentes registra a forma xibolet. O termo também pode ser escrito como xibolé ou xibolê.